# الیمپوس اوام-۱
الیمپوس اوام-۱ (به انگلیسی: Olympus OM-1) یک دوربین عکاسی تک‌لنزی بازتابی با فیلم ۱۳۵ ساخت شرکت الیمپوس است. این دوربین در سال ۱۹۷۲ میلادی عرضه شد.